# Emil Benecke
Emil Benecke (Maagdenburg, 4 oktober 1898 – Riga, 12 augustus 1945) was een Duits waterpolospeler.
Emil Benecke nam als waterpoloër tweemaal deel aan de Olympische Spelen; in 1928 en in 1932. In 1928 maakte hij deel uit van het Duitse team dat goud wist te veroveren. Hij speelde alle drie de wedstrijden en scoorde drie goals. In 1932 veroverde hij met het Duitse team zilver. Hij speelde alle vier de wedstrijden.
Benecke speelde voor de club Hellas Magdeburg. Hij stierf kort na de Tweede Wereldoorlog in Russisch krijgsgevangenschap.
Max Amann · 
Karl Bähre · 
Emil Benecke · 
Johann Blank (G) ·
Otto Cordes · 
Fritz Gunst · 
Erich Rademacher (G) ·
Joachim Rademacher
Emil Benecke · 
Otto Cordes · 
Hans Eckstein · 
Fritz Gunst · 
Erich Rademacher · 
Joachim Rademacher · 
Hans Schulze · 
Heiko Schwartz